# 里普基 (伊賈斯拉夫區)
50°3′0″N 26°53′42″E / 50.05000°N 26.89500°E
里普基（烏克蘭語：Ріпки）是位於烏克蘭西部赫梅利尼茨基州裏舍佩蒂夫卡區的村莊，面積22.7平方公里，海拔高度277米，2001年人口775，人口密度每平方公里34.1人。